# 多哈尔乌帕齐拉
多哈尔乌帕齐拉是一個位於孟加拉國達卡專區達卡縣最南部的乌帕齐拉，以博多河爲南邊界。
在英國殖民時期，殖民當局曾強迫多哈爾烏帕齊拉的農民種植靛藍，並最後釀成靛藍暴動。1940年，聖雄甘地曾訪問過多哈尔乌帕齐拉。

## 人口統計
根據2011年孟加拉國人口普查，多哈尔人口有226,439人，其中高於十八歲者有151,770人。男性佔總人口之47.27%；女性佔總人口之52.73%。多哈尔之平均識字率為32.9%（只計算7歲以上之居民）。